# مقاطعة واشنطن (أيداهو)
مقاطعة واشنطن (بالإنجليزية: Washington County)‏ هي إحدى مقاطعات ولاية أيداهو في الولايات المتحدة الأمريكية.